# Philippe Sarde
Philippe Sarde (* 21. června 1948 Neuilly-sur-Seine) je francouzský skladatel filmové hudby. Za svou kariéru napsal hudbu k více než 200 filmům a televizním minisériím a zařadil se k nejvýznamnějším francouzským tvůrcům filmové hudby své generace. Za film Barocco (1976) obdržel Césara pro nejlepší filmovou hudbu, na něhož byl nominován ještě desetkrát, což představuje rekord v historii tohoto ocenění. Za hudbu k filmu Tess (1979) byl nominován na Oscara za nejlepší hudbu.